# Sabres (Landes)
Pour les articles homonymes, voir Sabre (homonymie).
Sabres est une commune du Sud-Ouest de la France, située dans le département des Landes (région Nouvelle-Aquitaine).
Ses habitants sont appelés les sabrais. Avec 160,13 km2, c’est la deuxième commune la plus étendue du département après Biscarrosse. Située au cœur de la Grande-Lande et du parc naturel régional des Landes de Gascogne, la commune abrite l’écomusée de la Grande Lande.

## Géographie

### Localisation
Sabres se situe en Haute Landes et faisant partie du parc naturel régional des Landes de Gascogne, dans le bassin de la Leyre.

### Communes limitrophes
Les communes limitrophes sont Arengosse, Commensacq, Labrit, Luglon, Luxey, Morcenx-la-Nouvelle, Solférino, Trensacq, Vert et Sore.
| Commensacq                     | Trensacq | Sore (par un quadripoint), Luxey |
| Solférino                      | Sabres   | Labrit                           |
| Morcenx-la-Nouvelle, Arengosse | Luglon   | Vert                             |

### Hydrographie
La Grande Leyre naît dans le marais de Platiet au sud-ouest de Sabres. Le bourg est traversé par le ruisseau de l'Escamat, un affluent de la Leyre.

### Climat
Le climat qui caractérise la commune est qualifié, en 2010, de « climat océanique altéré », selon la typologie des climats de la France qui compte alors huit grands types de climats en métropole. En 2020, la commune ressort du même type de climat dans la classification établie par Météo-France, qui ne compte désormais, en première approche, que cinq grands types de climats en métropole. Il s’agit d’une zone de transition entre le climat océanique et les climats de montagne et le climat semi-continental. Les écarts de température entre hiver et été augmentent avec l'éloignement de la mer. La pluviométrie est plus faible qu'en bord de mer, sauf aux abords des reliefs.
Les paramètres climatiques qui ont permis d’établir la typologie de 2010 comportent six variables pour les températures et huit pour les précipitations, dont les valeurs correspondent à la normale 1971-2000. Les sept principales variables caractérisant la commune sont présentées dans l'encadré ci-après.
| Paramètres climatiques communaux sur la période 1971-2000 - Moyenne annuelle de température : 12,8 °C - Nombre de jours avec une température inférieure à −5 °C : 2,5 j - Nombre de jours avec une température supérieure à 30 °C : 7,4 j - Amplitude thermique annuelle : 13,8 °C - Cumuls annuels de précipitation : 1 136 mm - Nombre de jours de précipitation en janvier : 12,9 j - Nombre de jours de précipitation en juillet : 7,6 j |

Avec le changement climatique, ces variables ont évolué. Une étude réalisée en 2014 par la Direction générale de l'Énergie et du Climat complétée par des études régionales prévoit en effet que la  température moyenne devrait croître et la pluviométrie moyenne baisser, avec toutefois de fortes variations régionales. La station météorologique de Météo-France installée sur la commune et en service de 1971 à 2017 permet de connaître l'évolution des indicateurs météorologiques. Le tableau détaillé pour la période 1981-2010 est présenté ci-après.
| Mois                                  | jan.           | fév.          | mars             | avril         | mai           | juin          | jui.          | août           | sep.          | oct.          | nov.           | déc.          | année     |
| ------------------------------------- | -------------- | ------------- | ---------------- | ------------- | ------------- | ------------- | ------------- | -------------- | ------------- | ------------- | -------------- | ------------- | --------- |
| Température minimale moyenne (°C)     | 1,6            | 1,6           | 3,3              | 5,4           | 9,2           | 12,2          | 13,9          | 13,8           | 10,8          | 8,6           | 4,6            | 2,3           | 7,3       |
| Température moyenne (°C)              | 6              | 7             | 9,7              | 11,8          | 15,6          | 18,7          | 20,8          | 20,8           | 17,9          | 14,3          | 9,3            | 6,5           | 13,2      |
| Température maximale moyenne (°C)     | 10,4           | 12,4          | 16,1             | 18,2          | 22,1          | 25,3          | 27,6          | 27,7           | 25            | 20            | 13,9           | 10,6          | 19,1      |
| Record de froid (°C) date du record   | −20 08.01.1985 | −14 11.02.12  | −11,8 06.03.1971 | −6 04.04.1996 | −2 10.05.1982 | 2 12.06.1994  | 3 11.07.1972  | 2,8 20.08.1972 | −1 20.09.1977 | −4,5 16.10.09 | −11 22.11.1998 | −13 17.12.01  | −20 1985  |
| Record de chaleur (°C) date du record | 21 23.01.1971  | 26 23.02.1990 | 29,6 25.03.1981  | 33,5 30.04.05 | 36 26.05.17   | 40,5 21.06.03 | 41,5 19.07.16 | 41 17.08.12    | 37 07.09.16   | 33 02.10.1985 | 28,5 08.11.15  | 23 16.12.1989 | 41,5 2016 |
| Précipitations (mm)                   | 102,7          | 88,5          | 79               | 96,6          | 81,3          | 69,9          | 62,4          | 74,6           | 81,7          | 111,1         | 123,8          | 110,6         | 1 082,2   |

## Urbanisme

### Typologie
Au 1er janvier 2024, Sabres est catégorisée commune rurale à habitat dispersé, selon la nouvelle grille communale de densité à sept niveaux définie par l'Insee en 2022.
Elle est située hors unité urbaine et hors attraction des villes,.

### Occupation des sols

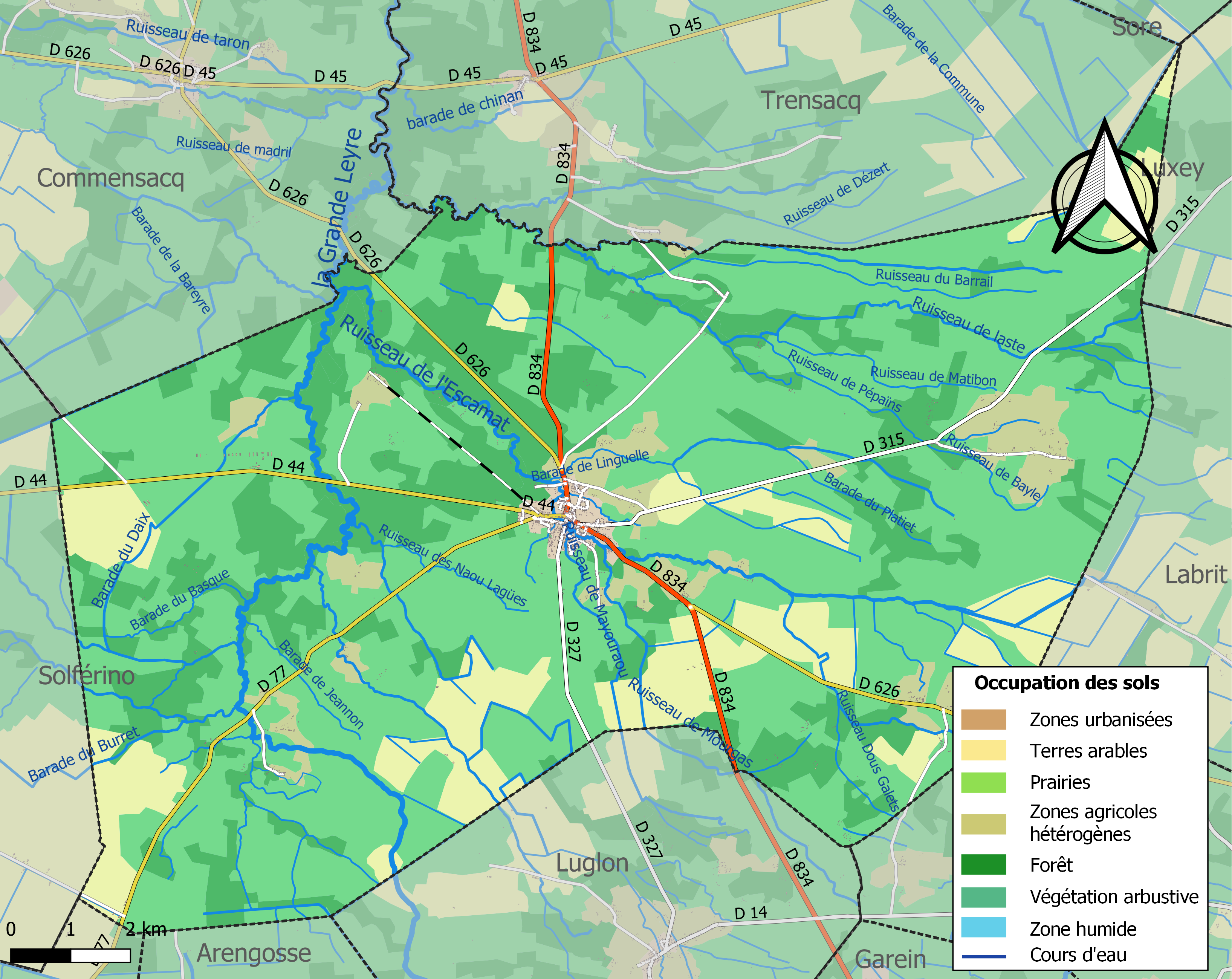
Carte des infrastructures et de l'occupation des sols de la commune en 2018 (CLC).

L'occupation des sols de la commune, telle qu'elle ressort de la base de données européenne d’occupation biophysique des sols Corine Land Cover (CLC), est marquée par l'importance des forêts et milieux semi-naturels (82,4 % en 2018), en diminution par rapport à 1990 (85,8 %). La répartition détaillée en 2018 est la suivante : milieux à végétation arbustive et/ou herbacée (59,4 %), forêts (23 %), terres arables (11,9 %), zones agricoles hétérogènes (4,9 %), zones urbanisées (0,8 %). L'évolution de l’occupation des sols de la commune et de ses infrastructures peut être observée sur les différentes représentations cartographiques du territoire : la carte de Cassini (XVIIIe siècle), la carte d'état-major (1820-1866) et les cartes ou photos aériennes de l'IGN pour la période actuelle (1950 à aujourd'hui).

### Risques majeurs
Le territoire de la commune de Sabres est vulnérable à différents aléas naturels : météorologiques (tempête, orage, neige, grand froid, canicule ou sécheresse), inondations, feux de forêts, mouvements de terrains et séisme (sismicité très faible). Un site publié par le BRGM permet d'évaluer simplement et rapidement les risques d'un bien localisé soit par son adresse soit par le numéro de sa parcelle.
Certaines parties du territoire communal sont susceptibles d’être affectées par le risque d’inondation par débordement de cours d'eau, notamment le ruisseau de l'Escamat et la Grande Leyre. La commune a été reconnue en état de catastrophe naturelle au titre des dommages causés par les inondations et coulées de boue survenues en 1999, 2000, 2009 et 2020,.
Sabres est exposée au risque de feu de forêt. Depuis le 20 avril 2016, les départements de la Gironde, des Landes et de Lot-et-Garonne disposent d’un règlement interdépartemental de protection de la forêt contre les incendies. Ce règlement vise à mieux prévenir les incendies de forêt, à faciliter les interventions des services et à limiter les conséquences, que ce soit par le débroussaillement, la limitation de l’apport du feu ou la réglementation des activités en forêt. Il définit en particulier cinq niveaux de vigilance croissants auxquels sont associés différentes mesures,.
Les mouvements de terrains susceptibles de se produire sur la commune sont des tassements différentiels.

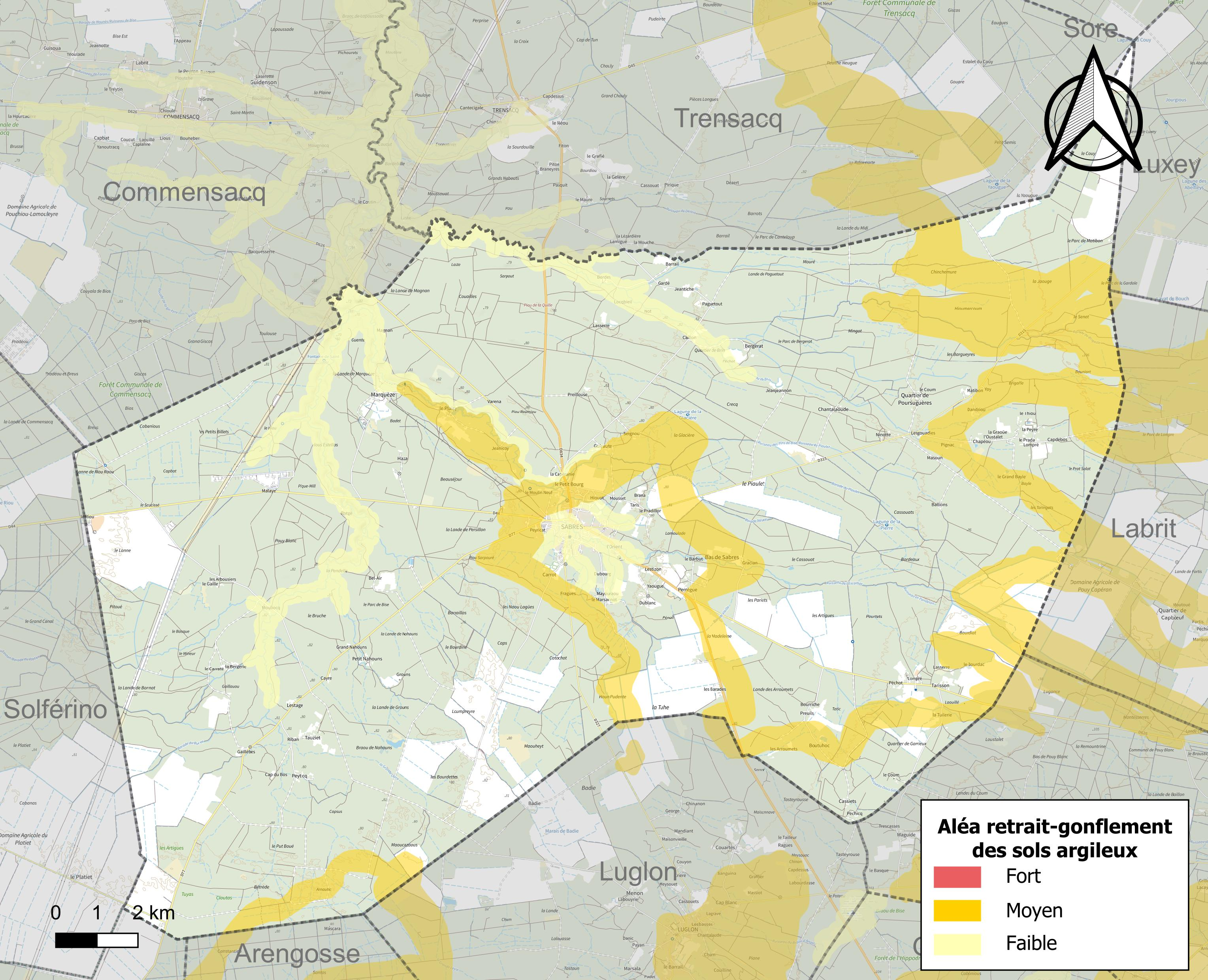
Carte des zones d'aléa retrait-gonflement des sols argileux de Sabres.

Le retrait-gonflement des sols argileux est susceptible d'engendrer des dommages importants aux bâtiments en cas d’alternance de périodes de sécheresse et de pluie. 16,5 % de la superficie communale est en aléa moyen ou fort (19,2 % au niveau départemental et 48,5 % au niveau national). Sur les 656 bâtiments dénombrés sur la commune en 2019,  158 sont en aléa moyen ou fort, soit 24 %, à comparer aux 17 % au niveau départemental et 54 % au niveau national. Une cartographie de l'exposition du territoire national au retrait gonflement des sols argileux est disponible sur le site du BRGM,.
Concernant les mouvements de terrains, la commune a été reconnue en état de catastrophe naturelle au titre des dommages causés par des mouvements de terrain en 1999.

## Histoire
Une partie des terres de la commune est achetée par Napoléon III pour constituer son domaine impérial de Solférino, qui devient une commune à part entière en 1863.

## Politique et administration
| Période                                  | Période  | Identité                   | Étiquette | Qualité |
| ---------------------------------------- | -------- | -------------------------- | --------- | --- |
| 1803                                     | 1813     | Antoine Bonnat             |           | |
| 1813                                     | 1815     | Jean Bonnat                |           | |
| 1815                                     | 1816     | Étienne Caraux             |           | |
| 1816                                     | 1823     | Pierre Duboscq             |           | |
| 1823                                     | 1831     | Pierre Bonnat              |           | |
| 1832                                     | 1837     | Jean-Pierre Duboscq-Gayau  |           | |
| 1837                                     | 1848     | Barthélémi Canteloup       |           | |
| 1848                                     | 1848     | Pierre Gayrault            |           | |
| 1848                                     | 1853     | Romain Duboscq             |           | |
| 1853                                     | 1860     | Antoine Ridalas            |           | |
| 1860                                     | 1870     | Bertrand Dubruil           |           | |
| 1871                                     | 1877     | François Laffargue         |           | |
| 1877                                     | 1879     | Antoine-Agénor Duboscq     |           | |
| 1879                                     | 1884     | Georges-Constant Canteloup |           | |
| 1884                                     | 1891     | Léopold Pallas             |           | |
| 1891                                     | 1907     | Bernard Paul Sarran        |           | |
| 1907                                     | 1919     | Julien Dupin               |           | |
| 1919                                     | 1925     | Maurice Lenée              |           | Chevalier de la Légion d'Honneur |
| 1925                                     | 1929     | Maurice Cassagne           |           | |
| 1929                                     | 1942     | Maurice Lene               |           | |
| 1942                                     | 1943     | Dublanc                    |           | |
| 1944                                     | 1945     | Descat                     |           | |
| 1945                                     | 1953     | Charles Lamarque-Cando     | SFIO      | Ancien directeur d'école à Mont-de-Marsan Conseiller général du canton de Sabres (1936-1940, 1945-1951) Député (1945-1958, 1962-1968) |
| 1953                                     | 1964     | André Bourden              |           | |
| 1964                                     | 1995     | Jean Salinas               | SFIO-PS   | Conseiller général du canton de Sabres (1976-2001)                                                                                    |
| 1995                                     | 2008     | Jean-Paul Sébastien        | PS        | |
| mars 2008                                | En cours | Gérard Moreau              | PS        | Artisan retraité |
| Les données manquantes sont à compléter. |          |                            |           | |

### Jumelages
El Arenal (Espagne) depuis 1998.

## Démographie
| 1793  | 1800  | 1806  | 1821  | 1831  | 1836  | 1841  | 1846  | 1851  |
| ----- | ----- | ----- | ----- | ----- | ----- | ----- | ----- | ----- |
| 1 911 | 1 808 | 1 679 | 1 920 | 2 456 | 2 421 | 2 524 | 2 601 | 2 540 |

| 1856  | 1861  | 1866  | 1872  | 1876  | 1881  | 1886  | 1891  | 1896  |
| ----- | ----- | ----- | ----- | ----- | ----- | ----- | ----- | ----- |
| 2 484 | 2 525 | 2 573 | 2 608 | 2 554 | 2 540 | 2 545 | 2 585 | 2 510 |

| 1901  | 1906  | 1911  | 1921  | 1926  | 1931  | 1936  | 1946  | 1954  |
| ----- | ----- | ----- | ----- | ----- | ----- | ----- | ----- | ----- |
| 2 506 | 2 408 | 2 402 | 2 143 | 2 057 | 2 006 | 1 801 | 1 590 | 1 503 |

| 1962  | 1968  | 1975  | 1982  | 1990  | 1999  | 2006  | 2008  | 2013  |
| ----- | ----- | ----- | ----- | ----- | ----- | ----- | ----- | ----- |
| 1 309 | 1 143 | 1 105 | 1 058 | 1 096 | 1 107 | 1 189 | 1 196 | 1 210 |

| 2018  | 2022  | - | - | - | - | - | - | - |
| ----- | ----- | - | - | - | - | - | - | - |
| 1 170 | 1 191 | - | - | - | - | - | - | - |

## Lieux et monuments

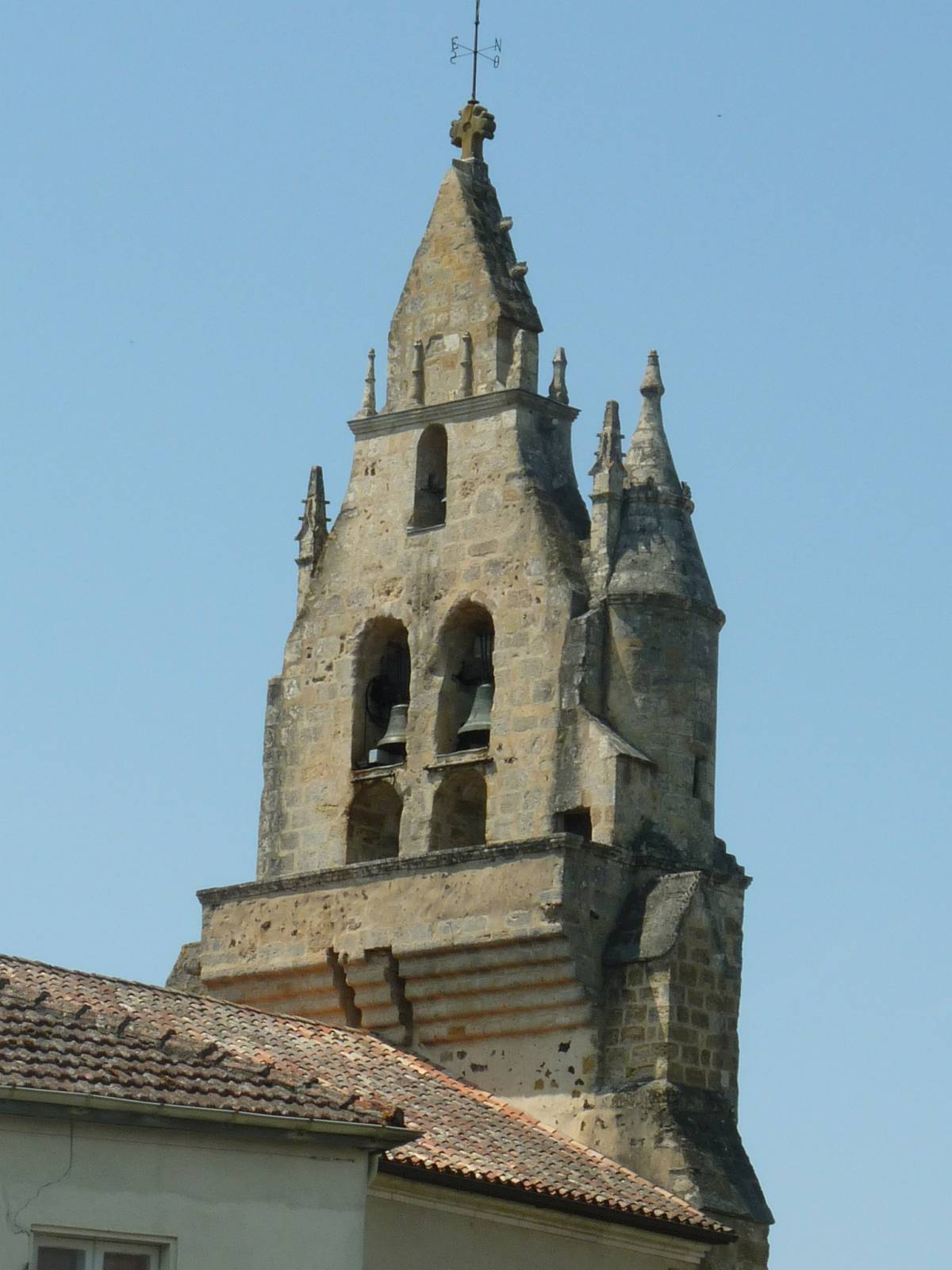
Le clocher-mur de l'église.

- L'écomusée de la Grande Lande à Marquèze. On y accède par un train touristique.Locotrateur D-4028 en gare de Sabres, restauré pour la desserte de l'écomusée.

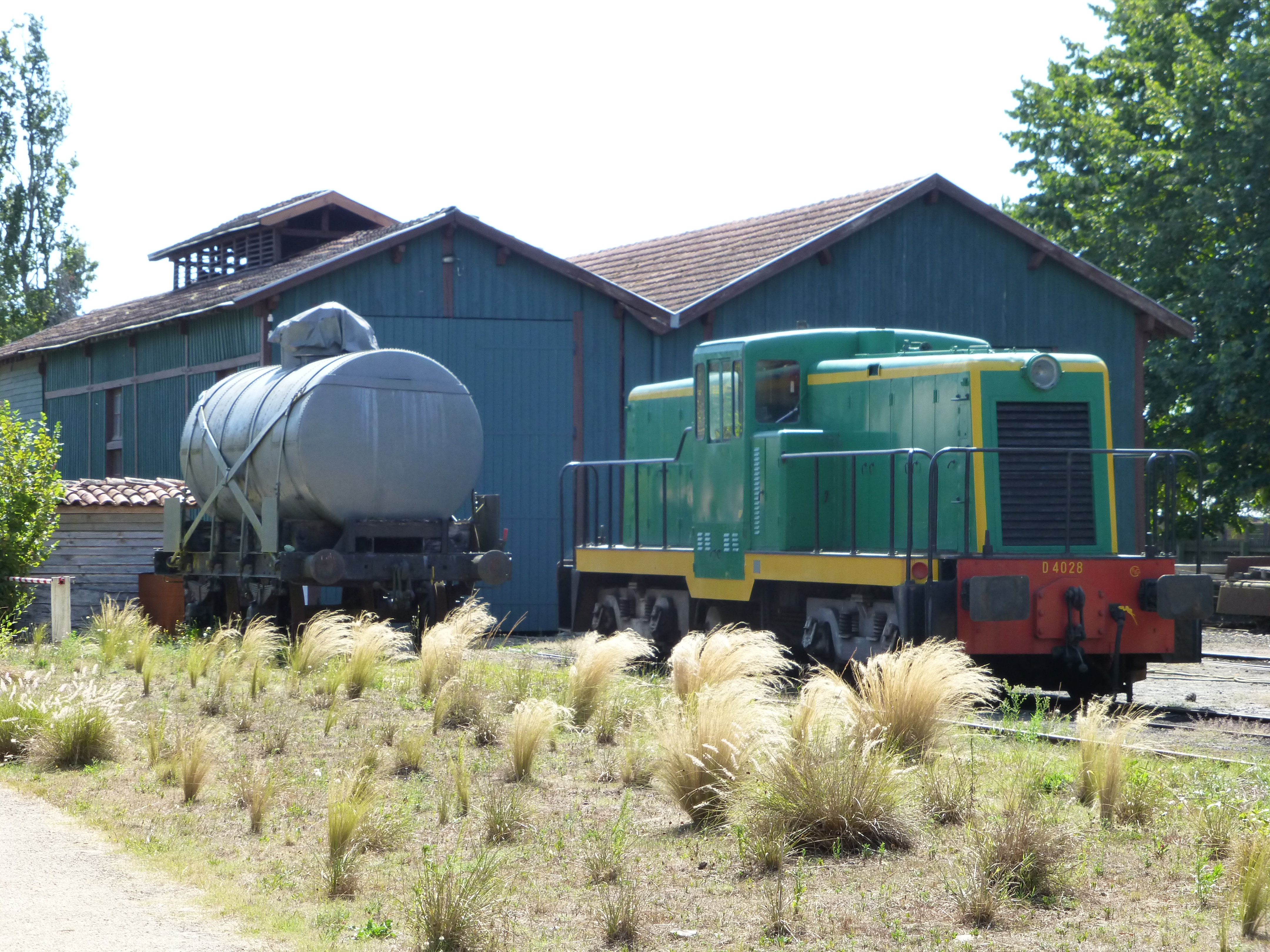
Locotrateur D-4028 en gare de Sabres, restauré pour la desserte de l'écomusée.

- L'église paroissiale Saint-Michel, érigée par les bénédictins au XIe siècle possède un clocher-mur triangulaire avec trois niches abritant les cloches, un portail Renaissance à cinq voussures et statues, des voûtes ogivales à clefs pendantes. L'église est classée Monument historique (à l'exception des parties rénovées)[26],[27].
- La pierre levée ou pierre de Grimann, est une pierre rectangulaire d'environ 1 m2 située dans la forêt au sud de Sabres. Sa forme très régulière écarte la possibilité qu'il s'agisse d'un mégalithe. La tradition populaire lui attribue des pouvoirs magiques, notamment pour les jeunes enfants qui tardent à marcher. Les mères leur font faire le tour de la pierre, puis déposent une chaussette ou une chaussure en remerciement[28].44° 06′ 54″ N, 0° 48′ 18″ O
- Une statue de Minerve a été trouvée à Piaou-Roumiou[29].

## Personnalités liées à la commune
- Jean-Félix Pédegert (1809-1889), religieux catholique et poète, curé de Sabres de 1853 à 1889 ;
- Jean-Baptiste Gabarra (1842-1925), religieux catholique et historien local, vicaire de Sabres de 1866 à 1874 ;

- Bernard Manciet (1923 - 2005) poète né à Sabres et un des plus importants auteurs occitans du XXe siècle.

### Enseignement

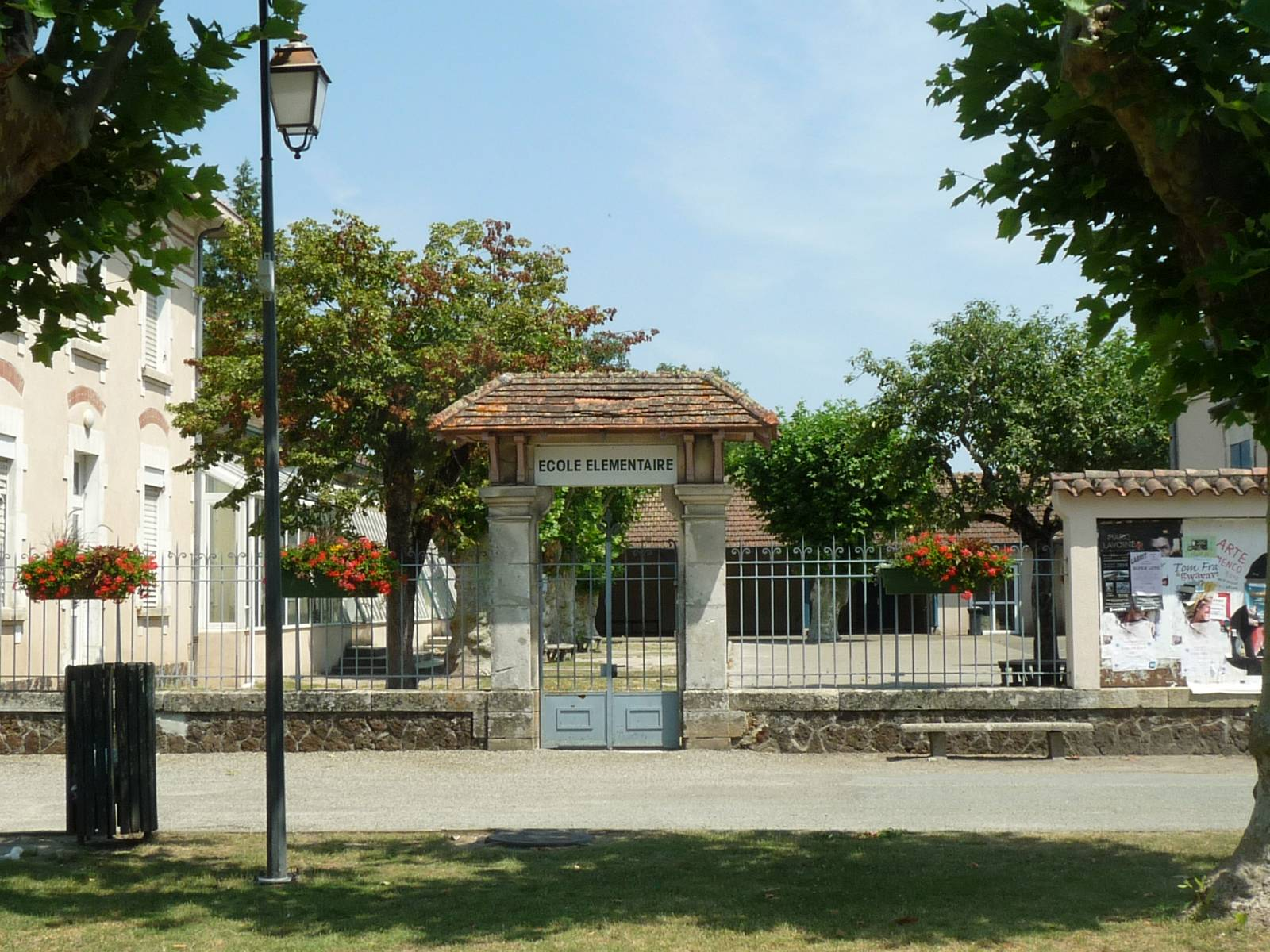
L'école communale.

Sabres possède une école maternelle et élémentaire ainsi qu'un lycée professionnel agricole et forestier, le LPAF Roger-Duroure.

### Fêtes de la Saint-Leu
Le dernier weekend du mois d'août, le village vit au son des bodegas, des bandas, et s'amuse au rythme de ses fêtes taurines.